# Corinne Calvet
Corinne Calvet (París, 30 de abril de 1925 – Los Ángeles, 23 de junio de 2001) fue una actriz francesa cuya carrera transcurrió principalmente en el cine estadounidense. 

## Biografía
Su verdadero nombre era Corinne Dibos, nació en París, Francia, y estudió derecho penal en La Sorbona.
En la década de 1940 debutó en el medio radiofónico francés, así como en el teatro y en el cine, siendo llevada a Hollywood por el productor Hal B. Wallis, que la eligió para actuar en el film Rope of Sand (1949), junto a Burt Lancaster y Paul Henreid. 
En los años cincuenta Calvet actuó en numerosos filmes, usualmente encarnando personajes franceses, y trabajando junto a actores de la talla de Danny Kaye (On the Riviera), Joseph Cotten (Peking Express),  James Cagney (What Price Glory?), James Stewart (The Far Country), Alan Ladd (Thunder in the East), Tony Curtis (So This Is Paris) y Dean Martin y Jerry Lewis (¡Vaya par de marinos!).
También tuvo una actuación televisiva en el programa Colgate Comedy Hour, con Donald O'Connor, el 3 de febrero de 1952, emitido por la NBC.
Más adelante siguió trabajando en producciones italianas y francesas, así como en series televisivas y algunos filmes estadounidenses. Su última película fue The Sword and the Sorcerer (1982) 
En sus memorias, tituladas Has Corinne Been a Good Girl? (1983), afirmaba que los papeles que interpretó para Hollywood nunca supusieron un reto para su habilidad como actriz. 
Calvet se casó en tres ocasiones. Su primer matrimonio fue con el actor John Bromfield (1948–17 de marzo de 1954), con el que había trabajado en Rope of Sand y el cual, según ella, había accedido a la boda siguiendo órdenes de su estudio. Posteriormente se casó con Jeffrey Stone (1955–1962) y con Robert J. Wirt (1968 – octubre de 1971). Todos los matrimonios acabaron en divorcio. 
Corinne Calvet falleció en Los Ángeles, California, en 2001, a causa de una hemorragia cerebral.

## Filmografía seleccionada
- La Part de l'ombre (1945)
- Rope of Sand (Soga de arena) (1949)
- My Friend Irma Goes West (1950)
- When Willie Comes Marching Home (¡Bill, qué grande eres!) (1950)
- On the Riviera (En la Costa Azul) (1951)
- Quebec (1951)
- ¡Vaya par de marinos! (1952)
- What Price Glory? (1952)
- Thunder in the East (Tempestad en Oriente) (1952)
- The Far Country (Tierras lejanas, 1954)
- So This Is Paris (1955)
- Bluebeard's Ten Honeymoons (1960)
- Apache Uprising (1966)
- Dr. Heckyl and Mr.Hype (1980)
- The Sword and the Sorcerer (1982)